# Nani Bregvadze
Nani Giorgis asuli Bregvadze (in georgiano ნანი გიორგის ასული ბრეგვაძე?; in russo Нани Георгиевна Брегвадзе?, Nani Georgievna Bregvadze; Tbilisi, 21 luglio 1936) è una cantante georgiana, tra le artiste più note dell'ex Unione Sovietica.
È la madre di Eka Mamaladze - interprete e autrice di musica romantica russa e georgiana - nonché la nonna materna di Natalia Kutateladze, cantante lirica.

## Discografia
- 1969 – Poët Nani Bregvadze
- 1971 – Nani Bregvadze
- 1974 – Nani Bregvadze
- 1978 – Starinnye romansy
- 1981 – Nani Bregvadze
- 1997 – Koncert v N'ju-Jorke

## Onorificenze
- 1968 – Artista onorato della Repubblica Socialista Sovietica Georgiana
- 1974 – Artista del popolo della Repubblica Socialista Sovietica Georgiana
- 1983 – Artista del popolo dell'Unione Sovietica
- 1997 – Ordine d'Onore
- 1995 – Cittadino onorario di Tbilisi
- 1998 – Premio statale Shota Rustaveli
- 2008 – Ordine dell'Amicizia[1]
- 2010 – Ordine presidenziale di Eccellenza